# Фундаментальні науки
Фундаментальна наука — область наукових досліджень, зосереджена на пошуку основних законів природи, розумінні будови Всесвіту.
Термін фундаментальна наука використовується на противагу терміну прикладна наука, що описує дослідження, важливі для практичного застосування.
Прикладна наука не може існувати без фундаментальної, з якої черпає знання та ідеї. У свою чергу фундаментальна наука опирається на інструменти, створені прикладною наукою.